# 高輪警察署
高輪警察署（たかなわけいさつしょ）は、東京都港区高輪三丁目にある警視庁の警察署。署員数およそ190名の小規模警察署であり、署長は警視。警視庁第一方面に属し、港区南部を管轄している。
識別章所属表示はMM。車両の対空表示は「輪」。

## 所在地
- 東京都港区高輪三丁目15番20号

## 管轄区域
港区の高輪地域・芝浦港南地域の各一部（旧芝区：高輪および芝浦港南各支所領域）を管轄している。
- 港区の内
  - 高輪一・二・三・四丁目（全域）
  - 白金一・二・三・四・五・六丁目（全域）
  - 白金台一・二・三・四・五丁目（全域）
  - 港南一・二・三・四丁目（五丁目は東京湾岸警察署の管轄）

## 沿革
- 1872年（明治5年）: 東禅寺に第2大区第11区巡査屯所が設けられた。
- 1875年（明治8年）12月: 警視庁第2方面第4署として三田台町一丁目31番地（現三田四丁目19番付近）に創立。
- 1881年（明治14年）1月: 高輪警察署と改称。
- 1893年（明治26年）4月: 芝愛宕警察署へ統合され芝警察署になる。
- 1914年（大正3年）6月: 再度、芝高輪警察署が設置される。
- 1915年（大正4年）9月: 現在の位置に移転。
- 1930年（昭和5年）11月: 鉄筋コンクリート3階建てに改築。
- 1937年（昭和12年）8月: 高輪警察署に改称。
- 1977年（昭和52年）3月: 現署舎建設。

## 組織
- 警務課
- 交通課
- 警備課
- 地域課
- 刑事組織犯罪対策課
- 生活安全課

## 交番
- 品川駅港南口交番（港区港南二丁目14番3号）
- 品川駅高輪口交番（港区高輪三丁目26番30号）
- 高輪台交番（港区白金台二丁目26番7号）
- 白金三光町交番（港区白金五丁目9番5号）
- 清正公交番（港区白金二丁目4番14号）
- 高輪二丁目交番（港区高輪二丁目1番55号）
- 駐在所、地域安全センターはない。

## 出来事
- 2023年7月21日、警視庁は、勤務中に酒に酔った女性にわいせつな行為をしたとして、高輪署地域課の巡査長を特別公務員暴行陵虐の容疑で書類送検、また停職処分とした。同巡査長は依願退職した。容疑は、同年5月14日未明、タクシー内で泥酔状態だった女性を自宅まで送り届けた際に、部屋の中に入り女性に抱きつくなどの行為をしたというもの。「好意を抱かれていると勘違いしてしまった」と容疑を認めている。[1]